# Боталово (Куньинский район)
Бота́лово — деревня в Куньинском районе Псковской области России. Входит в состав Куньинской волости.

## География
Расположена в 6 км к западу от райцентра Кунья.

## Население
| 2001 | 2002 | 2010 |
| ---- | ---- | ---- |
| 237  | ↘189 | ↗193 |

Численность населения деревни по оценке на начало 2001 года составляла 237 жителей.

## История
С января 1995 до декабря 2005 года Боталово входило в состав Куньинской волости (в границах Боталовской волости) с центром в пгт Кунья. С января 2006 до апреля 2015 года Боталово входило в состав ныне упразднённой Боталовской волости в качестве её административного центра.